# جون كوكي (مجدف)
جون كوكي (بالإنجليزية: John Cooke)‏ هو مجدف أمريكي، ولد في 9 أبريل 1937 في أنسونيا في الولايات المتحدة، وتوفي في 26 ديسمبر 2005 في ريجفيلد ‏ في الولايات المتحدة.

## وصلات خارجية
- جون كوك على موقع الاتحاد الدولي للتجديف (الإنجليزية)
- جون كوك على موقع اللجنة الأولمبية الدولية (الإنجليزية)
- جون كوك على موقع أوليمبيديا (الإنجليزية)